# Spanische Davis-Cup-Mannschaft
Die spanische Davis-Cup-Mannschaft ist die Tennisnationalmannschaft Spaniens, die insbesondere seit den 2000er Jahren mit zehn Finalteilnahmen und sechs Siegen eine dominierende Stellung im Davis Cup eingenommen hat. Organisiert wird sie durch die Real Federación Española de Tenis. Der Davis Cup ist der wichtigste Wettbewerb für Nationalmannschaften im Herren-Tennis, analog zum Fed Cup bei den Damen.

## Geschichte
Spanien nimmt seit 1921 am Davis Cup teil. 1965 und 1967 konnte jeweils das Finale erreicht werden. Obwohl die Weltklassespieler Manuel Santana und Manuel Orantes zur Mannschaft gehörten, mussten sie sich beide Male der australischen Davis-Cup-Mannschaft geschlagen geben.
Beim Davis Cup 2000 stand die Mannschaft nach 33 Jahren erstmals wieder in einem Finale und musste wiederum gegen Australien antreten. Angeführt von Juan Carlos Ferrero konnten sie sich mit 3:1 durchsetzen. 2003 mussten die Spanier sich aber wieder den Australiern mit 2:3 geschlagen geben.
2004 erreichten die Spanier wieder das Finale. Durch Siege von Carlos Moyá und den zum ersten Mal eingesetzten Rafael Nadal wurde die US-amerikanische Davis-Cup-Mannschaft mit 3:2 besiegt. 2008 setzte sich die spanische Mannschaft, trotz des Ausfalls von Nadal, auswärts mit 3:1 gegen Argentinien durch und 2009 mit 5:0 gegen Tschechien. Beim Davis Cup 2011 folgte durch ein 3:1 gegen Argentinien der fünfte Sieg. In der Folge trat Albert Costa nach insgesamt drei Jahren und den beiden Titeln 2009 und 2011 als Kapitän zurück. Neuer Kapitän wurde Àlex Corretja, der 2013 von Carlos Moyá abgelöst wurde. Nach der Playoff-Niederlage gegen Brasilien stieg Spanien erstmals seit 18 Jahren aus der Weltgruppe ab. Carlos Moyá gab daraufhin seinen Rücktritt als Kapitän bekannt. Mit Gala León García übernahm erstmals in der Geschichte der Mannschaft eine Frau das Kapitänsamt, wurde aber noch vor ihrem ersten Einsatz wieder entlassen. 2019 gewann die spanische Mannschaft ihren nunmehr sechsten Titel.

## Finalteilnahmen
Die Ergebnisse der Finalteilnahmen werden aus spanischer Sicht angegeben.
| Jahr | Finalort      | Finalgegner        | Ergebnis |
| ---- | ------------- | ------------------ | -------- |
| 1965 | Sydney        | Australien         | 0:3      |
| 1967 | Brisbane      | Australien         | 1:4      |
| 2000 | Barcelona     | Australien         | 3:1      |
| 2003 | Melbourne     | Australien         | 1:3      |
| 2004 | Sevilla       | Vereinigte Staaten | 3:2      |
| 2008 | Mar del Plata | Argentinien        | 3:1      |
| 2009 | Barcelona     | Tschechien         | 5:0      |
| 2011 | Sevilla       | Argentinien        | 3:1      |
| 2012 | Prag          | Tschechien         | 2:3      |
| 2019 | Madrid        | Kanada             | 2:0      |

## Mannschaftskapitäne
- Javier Duarte (2000)
- Albert Riba (2001)
- Jordi Arrese (2002–2005)
- Emilio Sánchez Vicario (2006–2008)
- Albert Costa (2009–2011)
- Àlex Corretja (2011–2013)
- Carlos Moyá (2013–2014)
- Gala León García (2014–2015)
- Conchita Martínez (2016)
- Sergi Bruguera (seit 2017)